# 大久保佳代子 (画家)
大久保 佳代子（おおくぼ かよこ）は、日本の画家。
埼玉県に生まれる。1987年、埼玉県美術展覧会で初めて入選する。1995年、武蔵野美術大学造形学部油絵科を卒業する。1998年、光風会展で入選する。2000年、埼玉県北美術展の知事賞を受賞する。2008年、埼玉県美術展覧会の美術家協会賞を受賞する。
2010年、第42回日展に入選する。同年、第69回水彩連盟展で入選する。同年、「ひととき」で第60回埼玉県美術展覧会（洋画部門）の知事賞を受賞する。同年、第96回光風会展の光風奨励賞を受賞する。同年、大久保佳代子水彩画展（個展）を開催する。
2011年、第43回日展に入選する。2012年、第44回日展に入選する。2013年、第2回大久保佳代子水彩画展（個展）を開催する。2014年、第41回絵の現在選抜展の銅賞を受賞する。同年、改組第1回日展で入選する。

2015年、改組第2回日展で入選する。同年、第3回大久保佳代子水彩画展（個展）を開催する。2016年、改組第3回日展で入選する。2017年、「木漏れ日」で第67回埼玉県美術展覧会のNHKさいたま放送局賞を受賞する。202１年度までは本庄東高等学校附属中学校で働いていたが、現在は本庄東高校の美術の教師として働いている。2023年にお笑い芸人の大久保佳代子の出ているテレビ番組に出演した。